# Берг, Сири
Сири Берг (швед. Siri Berg, урождённая Шлоссман; 1921—2020) — американская художница и педагог шведского происхождения.

## Биография
Родилась 14 сентября 1921 года в Стокгольме. Её отец — Артур Шлоссман был немцем, а мать — Хения Шлоссман, урождённая Гасслер, была полькой.
Она получила степень бакалавра искусства и архитектуры в Брюсселе. В 1940 году Берг самостоятельно поехала в Нью-Йорк на грузовом судне с восемью пассажирами. После четырёхнедельного плавания, в Нью-Йорке её встретила тетя, и Сири начала жить на Колумбус-Серкл. Спустя полгода её родители также переехали в США.
В Нью-Йорке Берг работала в сфере моды и дизайна витрин в компании Franklin Simon & Co., а также с частными клиентами, прежде чем сосредоточиться на искусстве в начале 1970-х годов. Сири Берг жила в Ривердейле, когда начала рисовать в 1961 году. В 1967 году она создала серию работ «Cycle of Life», в которых изобразила жизненный цикл от зародыша до юности, зрелости и старости. В 1979 году она прочитала лекцию в Брандейском университете на ежегодной вечеринке Study Group отделения организации National Women’s Committee Riverdale Chapter в Ривердейле, посвященной 10-летнему юбилею её творчества. В 1981 году она перешла из студии в своем собственном доме в студию в районе Soho Arts. Художница более 25 лет преподавала теорию цвета в школе Parsons School of Design. Стала членом Американских художников-абстракционистов (American Abstract Artists).
Работы Сири Берг состоят из картин, ассамбляжей и коллажей. Её произведения, как правило, минималистичны с использованием геометрической абстракции или цвета. Её главное направление — Баухаус (вместе с таким художником, как Джозеф Альберс), из-за «революционного и нестандартного подхода». Работы Берг включены в постоянную коллекцию Музея Гуггенхайма в Нью-Йорке, а также Национального музея американской еврейской истории.
За длительные годы своего творчества, Сири Берг была участницей многочисленных выставок. Её первая персональная выставка состоялась в 1970 году в галерее East Hampton Gallery в Нью-Йорке. В 1979 году художница представила «The Black Series and The Four Elements — Selections» в нью-йоркской галерее New School Associates Gallery — это была её седьмая персональная выставка картин в Нью-Йорке. В 1980 году её работы были выставлены в Американском шведском историческом музее и в нью-йоркской галерее Ward-Nasse Gallery.
В 1984 году персональная выставка Сири Берг «The Geometric Angle in Sculpture» была показана в Martin/Molinary Art and Design. Некоторые работы из этой экспозиции позже были включены в постоянную коллекцию Музея Гуггенхайма. В 1990 году Берг провела выставку в галерее QCC Art Gallery в Общественном колледже Квинсборо. В 1994 году она участвовала в группе из 35 художников, которые иллюстрировали библейскую поэму «Aishet Hayil: Woman of Valor» из Книги Притчей Соломоновых — коллекция экспонировалась в Музее университета Иешива в Нью-Йорке. В последующие годы художница начала работать со стокгольмской галереей Galerie Konstruktiv Tendens.
В 2011 году Берг представила серию «It’s All About Color» в The Painting Center в Нью-Йорке. В 2012 году её работы были представлены галереей Hionas Gallery на выставке «Black and White 1976—1981: Redux 2012» также в Нью-Йорке. В том же году работы художницы были показаны на групповой выставке «American Abstract Artists International», проходившей в Музее Арагонского замка в Отранто, Италия. Одни из последних её выставок в США прошли в галерее Hionas Gallery: в 2013 году под названием «Phases» и в 2015 году — «Siri Berg: Color and Space». В 2018 году её искусство было представлено на выставке «Ett liv i färg på» в художественной галерее Bonniers Konsthall в Стокгольме.
Умерла 8 апреля 2020 года в Нью-Йорке в собственном доме. У Сири Барг остались двое сыновей от двух браков — Джеффри и Артур, две падчерицы — Харриет и Стефани, а также множество внуков и правнуков.